# Üxheim
Üxheim település Németországban, Rajna-vidék-Pfalz tartományban. Lakosainak száma 1365 fő (2023. december 31.).

## Népesség
A település népességének változása:
| Lakosok száma | 1468 | 1353 | 1354 | 1328 | 1323 | 1365 |
|               | 1975 | 2017 | 2019 | 2021 | 2022 | 2023 |